# Haukajaure (Gällivare socken, Lappland, 745814-172025)
Haukajaure är en sjö i Gällivare kommun i Lappland och ingår i Kalixälvens huvudavrinningsområde.